# Filippo Beroaldo der Ältere

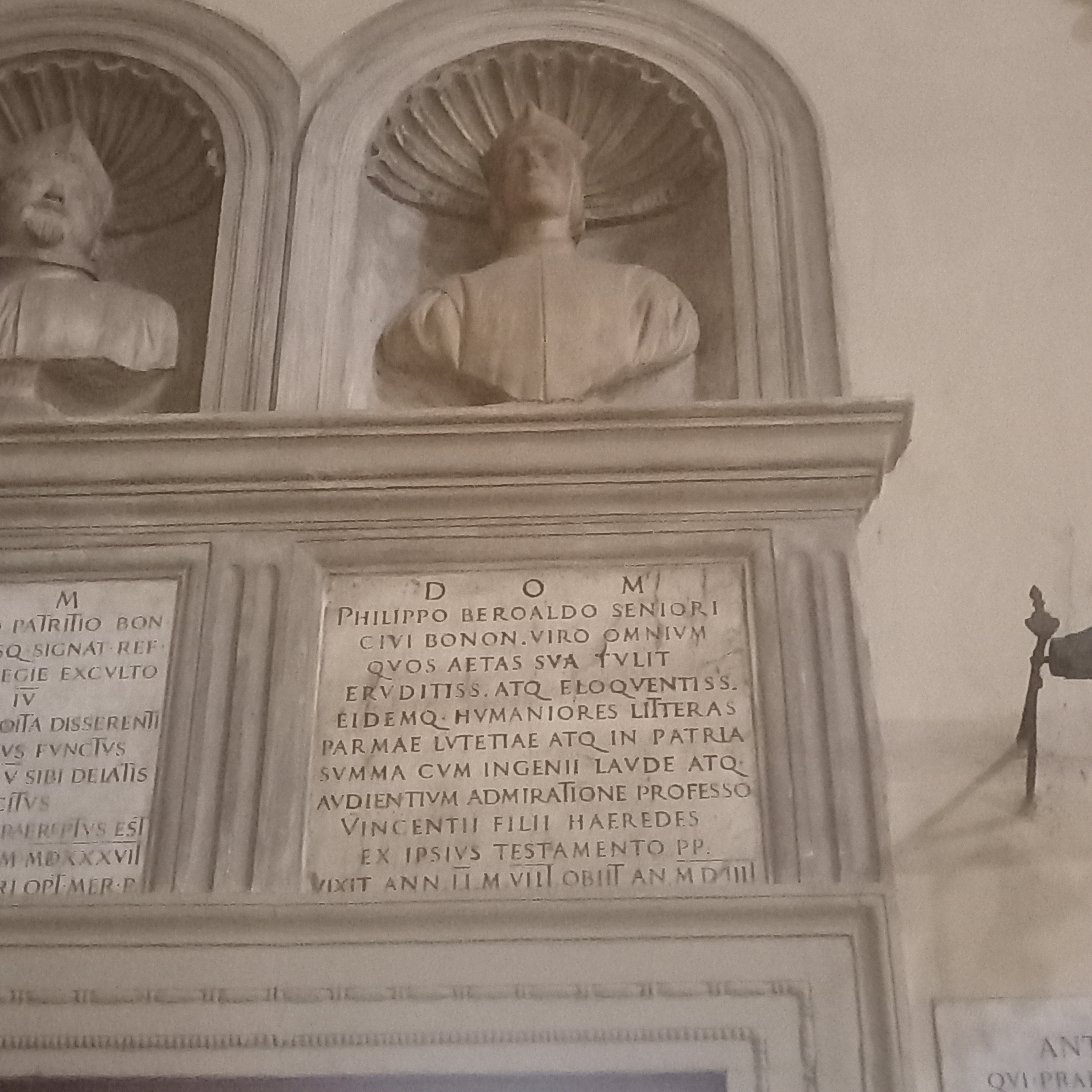
Das Grab von Filippo Beroaldo dem Älteren in der Kirche San Martino in Bologna

Filippo Beroaldo der Ältere (latinisiert Philippus Beroaldus (Senior); * 7. November 1453 in Bologna; † 1505 ebenda) war der Onkel von Filippo Beroaldo dem Jüngeren und ein italienischer Philologe und neulateinischer Dichter.

## Leben und Wirken
Filippo Beroaldo der Ältere war ein Schüler des Francesco del Pozzo aus Parma. Von 1472 an war er Lehrer für Rhetorik und Poesie in Bologna, dann in Parma, Paris und Mailand. 1479 kehrte er nach Bologna zurück und war dort seit 1503 als Nachfolger von Alberto Parisi auch Cancelliere. Zu seinen Freunden zählten Giovanni Pico della Mirandola und Konrad Mutian.
Zu seinen bekanntesten Werken zählen seine Annotationes zum Vergil-Kommentar des Servius (1482) und sein Kommentar zum Asinus aureus, das heißt zu den Metamorphosen des Apuleius (1500). Textausgaben veröffentlichte er unter anderem zu Plautus, Sallust, Cicero, Vergil, Sueton, Aulus Gellius, Plinius dem Jüngeren und Lucan.

## Schriften (Auswahl)
- Caii Plinii Secundi Historiae naturalis libri 27, cum brevibus notis. Parma 1476; Treviso 1479; Paris, 1516.
- Annotationes in commentarios Servii Virgilianos. Bologna, Heinrich von Köln 1482; Florenz, Antonio Miscomini 1489, (Online-Exemplar) der Bayerischen Staatsbibliothek.
- Annotationes in varios authores antiquos. Bologna, Venedig 1489; Brescia 1496.
- Orationes. Paris 1490, ibid. et Lyon 1492; Bologna 1491.
- Propertii Opera cum commentariis. Bologna, Venedig 1495; Paris 1604.
- Declamatio philosophi, medici, oratoris, de exceilentia disceptantium. Bologna 1497.
- Opusculum eruditum, quo continentur declamatio Philosophi Medici Oratoris De excellentia disceptatiu. Et libellus de optimo Statu et principe... Bologna, Bened. Hectoris Dezember 1497.
- Libellus quo Septem sapientium Sententiae discutiuntur. Impressum Bonaniae per Benedictum Hectoris. Dezember 1498.
- De felicitate opusculum. Bologna, Franciscus dictus Plato de Benedictis 1495, (Online-Exemplar) der Bayerischen Staatsbibliothek; (Online-Exemplar) der Wolfenbütteler Digitalen Bibliothek.
  - De felicitate opusculum. Impressum Bononiae a Benedicto Hectoris Faelli 1499, (Online-Exemplar) der Bayerischen Staatsbibliothek.
- Oratio Proverbiorum. Bononiae, Bened. Hectoris, Dezember 1499.
- Declamatio Lepidissima Ebriosi Scortatoris Aleatoris de vitiositate Disceptantium. Impressum Bononiae, a Benedicto Hectoris, 1499; Bologna 1499; Strasbourg, Paris, 1505.
- Commentarii Quaestionum Tusculanarum editi a Philippo Beroaldo. Bartolomeo Zani, Bologna 1499, Gesamtkatalog der Wiegendrucke: GW 6900; (Online-Exemplar) der Bayerischen Staatsbibliothek.
- Orationes Multifariae et Poemata. Bononiae, Benedictus Bibliopola Hectoris, November 1500.
- Lucius Apulleius de Asino Aureo cum Commentariis Philippi Beroaldi. Benedetto der Ältere, Bologna 1500, Gesamtkatalog der Wiegendrucke: GW 2305.
- Symbola Pythagorae moraliter explicata. Bononiae, Bened. Hectoris, 1503.
- Orationes, Praefationes, Praelectiones, etc. Paris 1505, 1507, 1509.
- Declamatio ebriosi, scorialoris, el aleatoris. Paris 1556.
  - Übersetzung in Verse durch Gilbert Damalis: Procès des trois frères. Lyon, 1558.
- Übersetzung in elegische Distichen von Leonardo Bruni, De duobus Amantibus Giascanio et Sigismunda, filia Tancretii. Ohne Ort und Jahr.

## Textausgaben
- Lucia A. Ciapponi (Hrsg.): Filippo Beroaldo the Elder: Annotationes Centum (= Medieval and Renaissance Texts and Studies, Bd. 131). Center for Medieval and Early Renaissance Studies, Binghamton 1995, ISBN 0-86698-138-1 (kritische Edition)